# Beç e Esparron
Beç e Esparron (en francès Bez-et-Esparon) és un municipi francès situat al departament del Gard i a la regió d'Occitània.